# Stillwater (New York)
Stillwater è una cittadina (town) statunitense nello stato di New York, appartenente alla contea di Saratoga.

## Geografia
I suoi confini orientali coincidono con quelli delle contee di Rensselaer e di Washington e sono marcati dal fiume Hudson. Del territorio comunale fa parte un villaggio che porta il medesimo nome.

## Storia
La cittadina fu riconosciuta come tale nel 1791. Tra settembre ed ottobre 1777 fu la sede degli aspri combattimenti della rivoluzione americana che vanno sotto il nome di battaglia di Saratoga.